# Aplasia da cútis congênita
Aplasia da cútis congênita (ACC), é uma rara doença congênita, que caracteriza-se por formação incompleta da pele. Essa ausência pode estar localizada em qualquer parte do corpo, mas é mais comumente localizada na linha média da região das fontanelas, ao longo do seio sagital superior. Foi descrita pela primeira vez em 1767, sendo que em 1826 relatou-se o primeiro caso dessa lesão no couro cabeludo.

## Características
A descrição clássica é de uma área de alopecia brilhante, coberta por uma fina cicatriz quase transparente e vascular, com tecido semelhante a pergaminho; as lesões medem geralmente de 0,5 a 3 cm e ocorrem na mesma proporção em qualquer grupo étnico.

## Causa
Sua causa é desconhecida, havendo sido sugeridos diversos possíveis fatores de predisposição para essa doença, tais como idade materna, número de gestações que a mãe teve, exostose pélvica, trauma intra-uterino, exposição à radiação e fatores genéticos. Apesar dessas suposições, ainda são necessárias mais pesquisas para confirmar, ou refutar essas hipóteses.